# Lebadea martha
Espèce
Lebadea martha ou Chevalier est une espèce de lépidoptères (papillons) de la famille des Nymphalidae.

## Répartition
Le Chevalier se trouve en Inde et au Népal, en Birmanie, Thaïlande, Cambodge et à Singapour, en Malaisie, à Sumatra, Bornéo et au Brunei.

## Habitat
Il vit dans les zones boisées du niveau de la mer à 600 m d'altitude.

## Description

### Imago
Le papillon a une envergure de 6 à 7,5 cm.

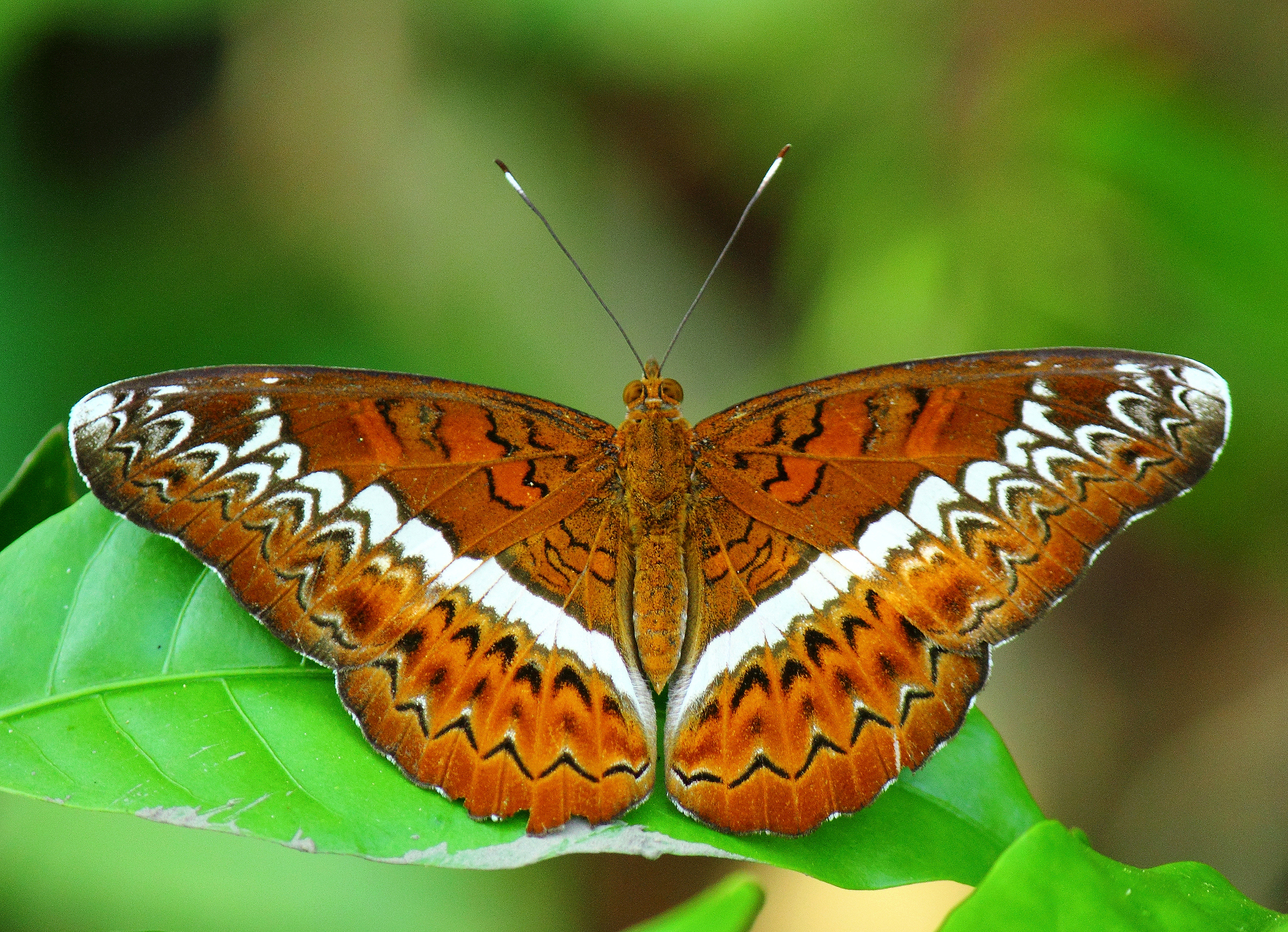
Face dorsale
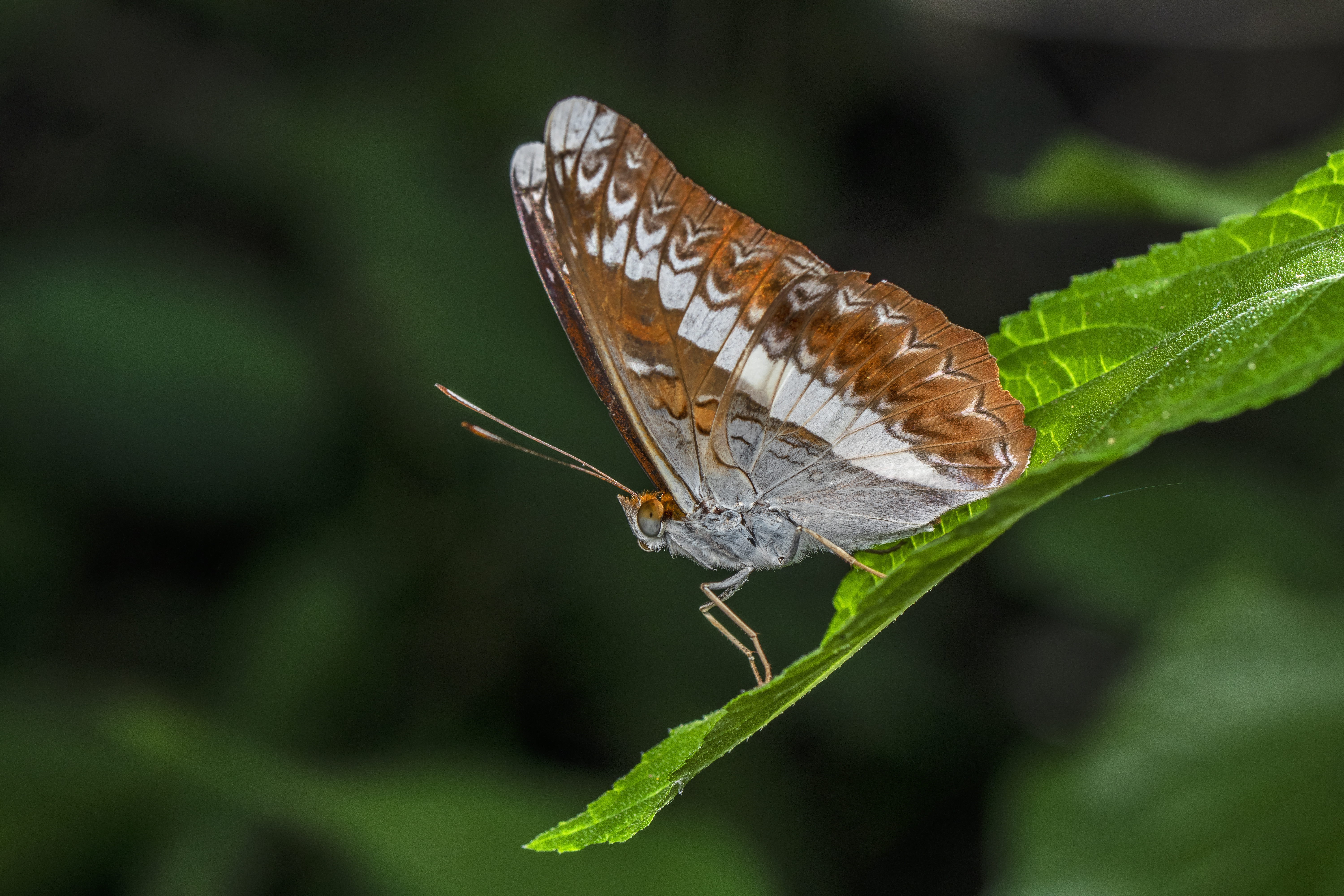
Face ventrale

Ses ailes ont une couleur de fond brun-roux, un apex blanc, des arcs de cercles blancs et une bande de taches blanches.

### Chenille
La chenille mange des feuilles d'Ixora (Rubiaceae).

## Philatélie
Ce papillon figure sur une émission du Laos de 1982 (valeur faciale : 4 k).